# زبابة الفيل الأوغندية
زبابة الفيل الأوغندية (الاسم العلمي: Elephantulus fuscipes) (بالإنجليزية: Uganda elephant-shrew or Dusky-footed elephant shrew or Dusky-footed sengi)‏ هي نوع من الثدييات تتبع جنس زبابة الفيل طويلة الأذن من فصيلة زبابات الفيل.